# ステファン・オズワルド
ステファン・オズワルド(Stephen Scot Oswald、1951年6月30日 - )は、アメリカ航空宇宙局の宇宙飛行士である。

## 私生活
1951年6月30日にワシントン州シアトルで生まれたが、同州ベリンガムを故郷であると考えている。
2002年に末弟でNavy SEALs隊長のピーター・G・オズワルドがエルサルバドル国内でのエルサルバドル軍との共同訓練中、ヘリコプターからのファストロープ降下の事故で死亡した。
1998年から2013年までアメリカ合衆国下院議員を務めていたマリー・ボノと結婚しており、モニーク、ジェンナ、スコットの3人の子供がいる。

## 教育
1969年にベリンガムのベリンガム高校を卒業した。1973年に海軍兵学校で航空宇宙工学の学士号を取得した。

## 軍でのキャリア
オズワルドは1973年に海軍兵学校を卒業し、1974年9月に海軍飛行士に任命された。A-7の訓練後、1975年から1977年まで、航空母艦ミッドウェイに乗った。1978年にメリーランド州パタクセント・リバー海軍航空基地の海軍テストパイロット学校に通い、卒業後、同基地に残って、1981年まで、A-7及びF/A-18の飛行の質や推進の試験を行った。
コーラル・シーに乗ってF/A-18の教官、カタパルトの操作者を務めた後、オズワルドは海軍を辞し、民間のテストパイロットとしてウェスティングハウス・エレクトリックに入社した。
予備兵として、オズワルド少将は1988年に新設された海軍予備役宇宙委員会に移籍するまで、RF-8とA-7に乗った。任務中に3度の遠征を経験し、最後はNaval Space Reserve ProgramのディレクターとしてペンタゴンのNavy Space Systems Divisionにいた時であった。2000年から2001年には、ワシントンD.C.に拠点を置くJoint Task Force - Computer Network Operationsの副司令官として現役勤務した。
40の異なる機体で、7000時間以上の飛行経験を持つ。

## NASAでのキャリア
オズワルドは、1984年11月に航空宇宙技術者及びパイロットの教官としてNASAに加わり、1985年6月に宇宙飛行士の候補になった。宇宙飛行士室では、ケネディ宇宙センターでの乗組員の代表、w:Shuttle Avionics Integration Laboratoryで飛行ソフトウェアの試験、マーシャル宇宙飛行センターでの固体ロケットブースターの再設計の際の乗組員代表、ミッションコントロールセンターでのCAPCOM等を担当した。また、同室のOperations Development Branchのチーフ、ジョンソン宇宙センターのアシスタントディレクターを務めた。
1992年1月のSTS-42と1993年4月のSTS-56で2度、スペースシャトル・ディスカバリーに搭乗した。1995年3月には、STS-67でスペースシャトル・エンデバーの船長を務めた。このミッションでは、17日間というスペースシャトルのミッション期間の新記録を樹立した。3度の合計で、33日以上を宇宙で過ごした。
STS-67の後、オズワルドはNASA本部で副長官代理となり、スペースシャトル、使い捨て型ロケット、宇宙通信を担当した。約2.5年間の勤務の後、1998年7月に宇宙飛行士室に戻った。2000年1月にNASAを辞した。

## 名誉等
- レジオン・オブ・メリット
- 殊勲飛行十字章
- メリトリアスサービスメダル
- w:Commendation Medal
- w:NASA Outstanding Leadership Medal
- w:NASA Exceptional Service Medal(2)
- w:NASA Space Flight Medal(3)